# Legionovia Legionowo
Legionovia Legionowo ist ein polnischer Fußballverein aus der Stadt Legionowo in der Woiwodschaft Masowien. Der Verein spielt zurzeit in der 3. Liga, der vierthöchsten polnischen Spielklasse.

## Geschichte
Legionovia Legionowo wurde 1930 gegründet. Das erste Spiel bestritt der Verein im April 1932 gegen Hapoel Warszawa, das man mit 8:3 gewinnen konnte. Am 18. Juli 1964 zog man in das heutige Stadion um, das Eröffnungsspiel gewann man gegen Świt Nowy Dwór Mazowiecki mit 3:2. In den 80er-Jahren trug der Verein den Namen Gwardia. Die meisten Abteilungen besaß der Verein ab 1990, als es Abteilungen für Fußball, Rugby, Schach, Bridge und Volleyball gab. Die Schachabteilung wurde an einen anderen Verein abgegeben, die Abteilungen Rugby und Volleyball wurden unabhängig von Legionovia. 2013 stieg die Fußballabteilung erstmals in die 2. Liga auf, in der der Verein mehrere Jahre spielte. Am Ende der Saison 2017/18 stieg man als Letzter in die 3. Liga ab. 2019 folgte die direkte Rückkehr in die 2. Liga, aus der man postwendend wieder abstieg. Im Pokal kam Legionovia 2018/19 bis ins Sechzehntelfinale.

## Erfolge
- Aufstieg in die 2. Liga: 2013, 2019